# Магія Води (Аватар)
Магія води — одна з дисциплін магії стихій в анімаційному серіалі Аватар: Останній захисник, гідрокінетична здатність керувати водою, так само як багатьма її формами. Цей вид магії використовується Північним і Південним плем'ям Води, а також плем'ям Туманного болота.

Символ Магії води

Вода — елемент зміни. Місяць — джерело міці в магії води. Перші маги води навчилися керувати стихією, спостерігаючи за місяцем, його управлінням припливами і відпливами. Племена Води — єдині люди, які вивчали магію, спостерігаючи не за твариною. Стиль боротьби магії води є головним чином плавним і витонченим, діє спільно з їх навколишнім середовищем. Проте "туманний стиль" Болотного племені є більш твердим і прямим - ймовірно, це пов'язано з стоячою водою на болоті або близькістю до Царства Землі. Маги води, керуючи потоками енергії, дозволяють своєму захисту ставати їхньою найкращою зброєю, перенаправляючи власні сили противників проти них самих.

## Походження
Люди Водного племені вивчили магію води, спостерігаючи, як місяць притягує потоки океану. Вони тоді дізналися, як моделювати ефект самостійно. Також у них є сильний духовний зв'язок з Місяцем, і будь-які негативні впливи на це середовище можуть торкнутися також і їх.
Згідно з епізодом "Сувій Магії води", словосполучення "магія води" написано китайською мовою як 截 水 神功 (jié shǔi shén gōng), що можна перевести як "божественна здатність зупинити воду".
За словами Айро, вода - елемент зміни.

## Бойовий стиль
Магія води заснована на стилі Тай-Чі Цюань (напевно стиль Янг), китайському бойовому мистецтві, що використовує плавні рухи і елегантні форми, що викликають відчуття проточної води. Сила магії води — в її захисних можливостях, які замість окремого набору наступальних методів трансформовані в атаки і зустрічні удари — захист у нападі. Замість простої зупинки атаки захисні дії магії води фокусуються на контролі сили противника, повертаючи її проти нього самого, замість того, щоб безпосередньо шкодити противнику. Таким чином, магія води використовує і позитивний, і негативний Дзінгу - і атаку, і відступ.

### Способи магії води
Способи магії води включають:
Маніпуляції водою: майже всі форми магії води використовують переміщення і формування мас води за бажанням мага, за допомогою тиску на воду. Так вони перетворюють її в що завгодно, чи то зброю, чи для захисту. Просто піднімаючи велику масу води, маг може перемістити її куди забажає, навіть поділяти поверхню озера або моря на кілька частин, що дозволяє їм йти по дну без потреби плавати. Ці великі маси можуть також використовуватися як зброя, або формуватися у гігантські батоги, що за подобою дуже нагадують змію з надзвичайно гострими краями, або просто для обволікання противника, щоб задушити. У морі або океані, маг води може створити гігантські вири. Аанг і Катара робили так, щоб прогнати гігантську морську змію в епізоді "Зміїний перевал".
Маніпуляції снігом: рух, який висуває і піднімає сніг для нападу, огородження або захисту. Живучи на полюсах Землі, маги води привчені до проживання на снігу. Він використовується як перше джерело нападу або захисту. Маги в змозі стиснути сніг настільки, щоб різати ним об'єкти, навіть метал. Майстри, такі як Пако, можуть за допомогою снігу зробити струмінь і завдати ударів подібно щупальцям. Було відмічено, як багато магів використовували цей спосіб, головним чином у "Облозі Півночі" (в обох частинах).
Текуча вода: названий Катарою — це рух, що тягне воду з джерела. Більш просунута версія, продемонстрована Аангом, очевидно, означає "пониження і плавання". Це рух, як думають, використовується для початкової підготовки для того щоб маг води зміг відчути воду, відчути яка вона текуча. На справді це дуже корисний рух і він використовується як майстрами магії води так і учнями.
Водяний Батіг частіш за все, це означає створення потужного потоку води, щоб вдарити по противнику. Форма, розмір і довжина визначається рівнем майстерності мага води. Сильніші маги можуть створювати великі батоги з більшою силою, гнучкістю і розміром. Через гнучкість у трансформації, воду можна "заточити" з такою легкістю, що вона буде різати навіть металеві предмети. Зазвичай вони створюються завдяки рухам рук, але Катара в епізодах "Облога Півночі, Частина 1 і Частина 2" використовувала і ноги, і батоги вийшли не гірші.
Водні Струмені: високий тиск на воду можна використовувати для створення струменів. Струмені води використовують, якщо маг бажає втомити противника або завдати йому очевидної шкоди. Такий спосіб досить різноманітний і популярний серед магів. Для цього використовують повільні рухи руками вгору, поки хвиля не досягне потрібного розміру, а потім убік, куди її потрібно повести. Цей спосіб використовується не тільки в бою, а й у повсякденному житті, наприклад, у русі річок та водних систем.
 Хвиля: цей спосіб - невід'ємна частина магії води. Якщо поблизу є озеро, річка або інша велика водойма, є можливість пересувати великі маси води і створювати хвилю будь-якого розміру і керувати нею. Для цього необхідно повільно піднімати руки вгору, поки хвиля не досягне потрібного розміру, потім убік, куди її необхідно повести. Зазвичай її можна використовувати в поєдинку, але це досить втомлююча магія. Найчастіше її використовують у великих боях, коли потрібно змити ворогів, техніку, флоти.
Водяні Кулі: це спосіб, коли маг води направляє велику кількість води в бік противника. Це трохи нагадує водяні струмені, але трохи простіше, оскільки струмені забирають більшу кількість енергії. По ходу серіалу є одним з основних способів. Кулі не потребують сильної концентрації і завдають істотної шкоди супротивнику. Катара використовувала техніку в "Облозі Півночі" і "Лялькарі".
Водяна Стіна\Щит: цю техніку можна використовувати по різному. Можна як захист, а можна і захопити противника в пастку, оточивши потужним непробивним щитом. Магія непроста для вивчення, але у результаті це може виявитися корисним будь-якому магу. За допомогою води він може заблокувати іншу магію чи інші дії. Її щільність і "непробивність" залежить від майстерності мага. Помітно, як Катара використовує її в "Облозі Півночі" проти Зуко, але не може захистити себе повністю від його вогню.
Маніпуляція температурою води: дуже проста техніка і використовується всюди, де її можна застосувати. Маги води мають гідротермокінетичну силу, що значить, що вони можуть змінювати стан води, робити її твердою, рідкою або газоподібною. Саме цим і користуються маги в битвах. Вони можуть відразу заморожувати мішень, розтоплювати лід під ногами противника, створювати крижані кулі і батоги, ховатися за стіною туману. Можуть звести стіну перед собою і миттєво її заморозити, для формування ще потужнішого щита.
Маніпуляція тиском води: маги води постійно її використовують, буквально всі їхні прийоми, від куль до стін, засновані на вчиненні тиску на водні маси. Так звичайна рідина миттєво перетворюється на смертельно небезпечне лезо, або непробивний щит. Або у щось менш небезпечне, як будівлі, прилади (які надалі заморожують). Можна навіть навчитися ходити по воді.
Крижані Багнети: маги води можуть пускати в своїх супротивників невеликі осколки льоду. Північне Плем'я часто використовує цю техніку в бою.
 Крижані Кігті:цю техніку вперше показала Хама, можливо найсильніший маг зі свого, Південного, Племені. Чарівниця обволікає водою свої пальці, а потім заморожує її, утворюючи "крижані кігті". Потім, за допомогою різкого руху рукою, обстрілює ними цілі навколо. Оскільки вони не такі помітні, маг може приховувати їх в мантії або рукаві. Крім того цей метод використовує мінімальну кількість сили, води і дуже швидкісний і небезпечний. Є ймовірність, що маги води також можуть використовувати цей метод, щоб обволікати всю руку і створювати "крижані руки", як це роблять маги землі створюючи "кам'яні руки".
Крижаний Спис: звичайне заморожування потоку води для створення "саморобного" списа. Воїни часто використовують цей метод, коли їм необхідна зброя. Вона не сильно ефективна, оскільки лід дуже крихкий.
Крижаний Щит: створення перед собою величезної водної маси і миттєве заморожування. Цей метод однією рукою використовує Аанг, коли на нього напали лучники Ю Ян.
Крижана "Змія ": маг використовує тонкий потік води. Цей потік повзе по землі, ніби змія і використовується для захоплення супротивника за ноги. Цей метод вперше використовувала Катара в "Поверненні Аватара", коли випадково заморозила ноги Сокки на кораблі.
Крижані Диски: маг води може створити ідеальну циліндр з льоду і поступово відрізати від нього верхівки для створення тонких дисків. Такі диски миттєво летять на супротивника, вони просто ідеальні і дуже гострі. Катара використовувала цей метод проти Пакко в їхньому протистоянні.
Крижане Дихання: оскільки маги можуть маніпулювати температурою, вони легко і відносно швидко можуть заморожувати воду. Для цього вони використовують свої легені. Налаштувавшись, маг дихає на об'єкт і можна помітити пару у нього з рота. Для більш просунутого ефекту, маг глибоко вдихає і видихає. Катара продемонструвала техніку коли приморожує Джета до дерева. Цікаво, що для заморожування магам потрібна вода, але лід вони й самі можуть поширювати навіть на сухі області. Такий спосіб дуже часто використовується, оскільки багато в чому корисний.
Водяний Ніж: маг води може створити з потоку води батіг і миттєво "загострити" його ще краще, ніж навіть звичайний ніж. Такий батіг ріже все, навіть метал, дерево, камінь.
Водяний Покров: маг може перетворити воду в поверхню зі щупальцями. Це дуже ефективна зброя для захоплення, обмороження, вибуху за допомогою води. Метод був показаний Катарою в "Перехрестях долі".
Фільтрація води: можна об'єднати магію води разом з магією землі. Тоді можна очищати воду від бруду, каменів і іншого. Маг землі усуває забруднюючі фактори, а маг води тримає воду.

### Просунута магія
Бульбашки:  створення бульбашок достатнього розміру із повітрям, щоб перетинати водойми під водою. Не раз використовували Катара і Аанг. Катара з допомогою цієї техніки змогла занурити Аппу під воду так, щоб у нього було достатньо повітря.
Водяний Бур: дуже потужний обертовий стовп води. Дуже ефективний проти міцних предметів, чинить на них сильний тиск. Маг води повинен постійно утримувати та обертати стовп, а це не так вже й просто.
Водяний Стовп: техніка набагато сильніша звичайної. Включає створення водного стовпа і управління ним. Його направляють і обертають одночасно. Є інший різновид, званий "Водяна Змія". Вперше було продемонстровано Аангом в "Поверненні Аватара", майстер Пакко теж використовував цю техніку, як і Катара.
Восьминіг: у водоймі навколо мага формуються 8 великих щупалець. Маг води в центрі управляє усіма ними. Він може захоплювати ними фізичні предмети, а також супротивника. Плюс полягає в тому, що маг повністю захищений і оточений цією зброєю. Мінус в тому, що незручно устежити і управляти за всіма вісьмома щупальцями. Вперше прийом використав Аанг у тренуванні з Катарою в епізоді "Печера двох закоханих". Аанг вдосконалив цей прийом. Хоча восьминіг Аанга і його техніка походить на восьминога, такий прийом не потрібний у бою.
Крижаний Купол: високорозвинена техніка магії води. Її використала Катара в "Облозі Півночі", коли оточила ворога водою, а потім миттєво заморозила.
Крижаний Покрів ("Пол"): полягає у створенні під ногами противника доріжки з льоду. Це істотно заважає пересуванню. Плюс, можна заморозити ноги на цій доріжці.
Крижана Тюрма: створення звичайної в'язниці, але з льоду. Також можна заморозити руки супротивника для обмеження рухливості.
"Гребля" прийом магів Болотного племені. Стоячи на кормі човна, маг починає "гребти". Човен швидко розганяється, як під дією потужного мотора.
"Крижане плавання ": маги води мають здатність плавати в льоду, як у воді. Це робить цю техніку особливо корисною, але дуже складною. Маг може заморозити супротивника і себе, але в той час як ворог нерухомий, маг води може пересуватися. Дивовижний ефект цієї техніки показала Катара в боротьбі проти Азули. Перебуваючи в льоду, вона впоралася з принцесою, захопивши її руки ланцюгом.
Катара, можливо, підгледіла цей прийом у Зуко, під час боротьби з ним в Оазі Духів. Зуко розтопив своїм диханням крижану пастку Катари. Прийоми досить схожі і обидва використовують дихання для переміщення в крижаному міхурі.
Вихор: створення потужного виру у великих водоймах.
Масове заморожування: можливість заморозити кілька цілей одночасно. Дещо складніше, ніж просте заморожування.
Водний купол: під час дощу можна створити з крапель над собою купол, щось на зразок захисту.
Крижаний масив: дозволяє маніпулювати льодом і створювати щось, на кшталт транспортного засобу.
Гострі кільця: Створення декількох гострих, немов бритва кілець.
Крижані Кинджали: ті ж крижані кігті, оскільки створюються подібним способом, але вони набагато могутніші, більші і швидші.
Осушення: Досить не простий прийом. Маг води знаходить джерело води (наприклад тигрові лілії), забирає воду з джерела і завдає удар. Прийом неочікуваний і смертельний, якщо врахувати, що маг води може знайти воду навіть у повітрі. Застосовували двоє, Хама і Катара.

### Рівень Аватара
Цунамі: так як вони можуть керувати великими масами води, Аватари здатні до створення і управління величезними цунамі. Вперше цунамі, створене магом, було відмічено в "Стані Аватара", де Аватар Курук створює величезну хвилю для того, щоб покататися на ній на дошці. Велика хвиля може бути створена за допомогою кругових рухів руками. У "Пробудженні" Аанг і принцеса Юї створюють велике цунамі, яке рятує Аанга.
Віддалена магія: як показано в епізоді "Комета Созіна, частина 4: Аватар Аанг", Аватари можуть використовувати магію води на величезних відстанях, на яких звичайні маги не в змозі контролювати стихію. Під час бою з Озаєм Аанг входить в Стан Аватара і притягує до сфери, що з'явилася навколо нього, воду з моря. Після завдання поразки Озаю, Аанг створює величезний потік води і гасить пожежі в лісі Вулонг, створені Королем Феніксом і його повітряними кораблями.
Стиснення води: у Аватарів є унікальна здатність стискати нестисливу воду, з декількох тисяч галонів вони можуть створити невелику сферу. Так зробив Аанг в "Кометі Созіна, Частині 4", створюючи навколо себе кулю з елементів.
Магія з зав'язаними очима: Аанг використовував цей прийом під час тренування з Катарою і Тоф. Маг повинен відчути воду і маніпулювати нею. Прийом дуже складний і в серіалі його використовував тільки Аанг.

### Особливі техніки
Магія Крові: Темною стороною магії води і є магія крові, яка виявляється лише вночі в повний місяць - апогей сили магів води. Оскільки в кожній живій істоті є кров, основною складовою якої є вода, то маги, що опанували магію крові, здатні підкоряти собі інших людей і будь-яких живих істот, викручувати їм суглоби, змушувати коритися собі і просто вбити. Ця магія є забороненою, оскільки можливість підкоряти інших і змушувати їх коритися своїй волі може зробити мага води небезпечним для інших, переконати у власній непереможності і призвести до жахливих наслідків. Оволодівши цією магією, Катара кілька разів використовує її, але, бачачи наслідки і свій неконтрольований жорстокий стан, намагається не застосовувати цю магію.
Повеління хмарами: Показується в епізоді "Провидиця". Оскільки хмара складається з повітря і води, то спільно з магом повітря (а можливо навіть поодинці) можна легко змінювати форму хмар, якщо знаходитися досить близько. Так Аанг і Катара створили хмару, яка віщує виверження вулкана і попередили жителів.
Повеління рослинами: Жителі Болотного Племені Води живуть не на полюсах, а в Туманному болоті, серед дерев і рослин. Їх магія схожа на магію крові, тільки ці маги підпорядковують собі рослини, керуючи потоками рідини. Але не слід плутати: їх магія підкорення рослин заснована на симбіотичних відносинах, а магія крові - на паразитичних. Але, так само як і магія крові, ця техніка доступна тільки майстрам, але на відміну від неї, наказувати рослинам не заборонено. Також кров'ю можна управляти тільки під час повного місяця ( або і не під час місяця - такі маги як Юкон, Тарлок та Амон ), а рослинами - весь час.
Сцилення
Це вид магії щоб зцілити рани . Такою технікою володіє Катара. Та вона допомогла зцілити Аанга коли його ледве вбила Азула , повернула свою старшу онуку до життя Джинору , Та допомогла Корі встати на ноги після трьох років  отруєння.Цю магію від неї навчились Її донька Кая та Кора яка використовувала на Боліна коли він поранив руку і Айро молодший . Так же володіє дядько Кори Уналак цієї магією або заспокоїти духів.

### Посилена магія
Магія води дуже посилюється вночі, коли на магів впливає місяць. І особливо магія сильна в повний місяць. Тоді можна здолати майже будь-якого супротивника і можливе використання магії крові. Але це обов'язково для звичайного мага, а чи зможе досить сильний Аватар користуватися магією крові в інший час - невідомо. Також здібності магів води значно збільшуються під час сонячного затемнення.

## Стилі

### Північний і Південний стилі
```
Обидва ці стилі багато в чому схожі, оскільки обидва племені однаково оточені водою, снігом, холодом. Проблема в тому, що Північне Плем'я у багатьох техніках перевершує Південне, оскільки в Південному не залишилося магів (крім Катари, але і вона покинула плем'я), а значить - і магія ніде не використовується. Проте відомості про неї залишилися в 
бібліотеці Ван Ши Тонга
.
```

Але в основному обидва стилі базуються на плавних і точних рухах. Управляти водою непросто - треба її відчути і підкорити собі. Необхідність використовувати воду скрізь, зумовило створення маси різних рухів і маніпуляцій.
Для прийому Вморожування ворожого корабля в айсберг Північному стилю знадобилося дванадцять магів води, Південному - вісім магів.

### Стиль Туманного болота
Туманний стиль використовується тільки жителями Туманного болота в Царстві Землі.
На відміну від стилю Північного і Південного Племен, вони тримають стійку й непохитну позицію. Замість плавних і гнучких рухів вони використовують жорсткі прямі рухи і кругові, для пересування човна. Все це пов'язано з тим, що Туманне болото розташоване в Царстві Землі і тому має якусь схожість із магією землі. В екстрених ситуаціях, маги, що володіють цим стилем можуть маніпулювати льодом. Боєздатність стилю дуже висока, що було показано в епізоді "День Чорного сонця, частина 1: Вторгнення".

## Зцілення
Зцілення існує, як якийсь різновид магії води. Ним може оволодіти тільки маг води, і то це дуже рідкісний дар. Цілитель використовує воду, щоб лікувати себе або інших. Примітно, що рани самих цілителів гояться набагато швидше і іноді навіть без участі цілителя. Так у собі відкрила цей дар Катара. Коли її обпік Аанг, практикуючись в магії, вона просто занурила руки у воду і опіки швидко пройшли. Пізніше Джонг Джонг зауважив, що у неї дивовижний дар і що хотів би мати такий.

## Послаблюючі фактори
Відсутність води: маги води залежні від її наявності, тому на абсолютно безводних просторах (наприклад, в пустелі, де навіть повітря сухе) вони безсилі. Тому вони носять з собою посудину з водою. Досвідчені маги можуть обходиться без носіння води з собою. Досвідчений маг бачить воду там, де її не бачать інші. Наприклад, біологічні рідини (кров, піт), вологе повітря, вода в рослинах - все це можна використовувати як зброю.
Відсутність Місяця або його духу: маги води вчилися підкорювати воду, спостерігаючи за Місяцем, і, подібно магам вогню, які не можуть чаклувати за відсутності Сонця, маги води не можуть підкорювати воду за відсутності духу Місяця або при місячному затемненні. Напад на дух Місяця призвело до катастрофічних наслідків, і тільки завдяки Аангу і духу Океану Північне Плем'я Води залишилося нескореним.
Пошкодження рук: майже всі прийоми магії води пов'язані з плавними рухами рук, ноги майже не використовуються. Так коли Катару обеззброїв Джет, вона застосувала крижаний подих (один з небагатьох прийомів магії не пов'язаний з руками). Будь-яка травма рук приводить до втрати контролю над водою. Тому Тай Лі легко може знешкодити мага води.
Візуальний контакт: в більшості випадків маг води повинен бачити воду і направляти її для атаки або захисту. Катара, наприклад, не могла завдати удару Людині, що запалювала поглядом, у Західному храмі Повітря.

## Протилежна стихія
Протилежністю води традиційно є вогонь, хоча способи підкорення цих стихій мають багато спільного, наприклад, самоконтроль і сильний зв'язок із зовнішніми факторами. Вогонь випускається короткими сильними ударами і стусанами (можливо випускати вогонь з ноги навіть крізь взуття), а рухи магів води повільні, з граціозними поворотами. Маги вогню нападають першими, а маги води чекають і направляють атаки супротивника проти нього самого.
Магія води не сильніша і не слабша за інші мистецтва підкорення. Серії надають безліч прикладів того, що результат бою залежить від мага. Але повелителі води залежні від її наявності, тому на абсолютно безводних просторах (наприклад, в пустелі, де навіть повітря сухе) вони безсилі. Деякі маги (наприклад, Катара) носять воду з собою.
Аватар Року, за народженням маг вогню, насилу опанував магію води і, крім як на уроках, ніде її не застосовував. Навіть у битві з вулканом на своєму острові він використовував що завгодно, тільки не воду, якою був оточений з усіх боків і яка могла б швидше загасити вулкан, ніж камені чи вітер. Аанг теж мав труднощі зі своєю протилежної стихією - землею, але використовував її запросто, а от магію води освоїв легко, але вживав рідко.
Філософія магів води навела Айро на думки про відображення блискавки, і він не тільки відпрацював цю техніку, але і навчив її Зуко, який потім передав її Аангу. Всі троє успішно перенаправляли блискавки, як природні, так і вміло згенеровані.